# 长宁大庙
长宁大庙，位于山西省长治市黎城县东阳关镇长宁村，是一座古建筑，建于元至清。
2013年3月5日，长宁大庙公布为全国重点文物保护单位，编号7-0811。